# Jukkasjärvi tingslag
Jukkasjärvi tingslag (före en tidpunkt omkring 1940  benämnt Jukkasjärvi lappmarks tingslag) var ett tingslag i Norrbottens län i norra Lappland. Ytan var 1934 14 137 km², varav land 13 181, och där fanns då 17 586 invånare. Tingsställen var Kiruna samt Vittangi
Tingslaget upplöstes 1948 och verksamheten överfördes till Jukkasjärvi och Karesuando tingslag.
Tingslaget hörde till 1720 till Västerbottens lappmarkers domsaga, 1720-1742 Norra lappmarkens domsaga, 1742-1820 Västerbottens norra kontrakts domsaga, 1821-1838 till Norrbottens domsaga, 1839-1876 till  Norrbottens norra domsaga, 1877-1903 till Torneå domsaga och från 1904 till Gällivare domsaga

## Socknar
Jukkasjärvi tingslag bestod av:
- Jukkasjärvi socken/Jukkasjärvi landskommun